# Dendrochilum philippinense
Dendrochilum philippinense är en orkidéart som först beskrevs av Oakes Ames, och fick sitt nu gällande namn av Ernst Hugo Heinrich Pfitzer. Dendrochilum philippinense ingår i släktet Dendrochilum och familjen orkidéer.

## Underarter
Arten delas in i följande underarter:
- D. p. philippinense
- D. p. purpureum